# Divinyl ether
Divinyl ether là hợp chất hữu cơ có công thức O (CH = CH2)2. Nó là một chất lỏng không màu, dễ bay hơi, chủ yếu được quan tâm như một chất gây mê đường hô hấp. Nó được điều chế bằng cách xử lý ether bis (chloroethyl) với base.

## Lịch sử
Các kỹ thuật phân tích được sử dụng để nghiên cứu dược lý của nó đặt nền tảng cho việc thử nghiệm các tác nhân gây mê mới. Vinyl ether được Semmler điều chế lần đầu tiên vào năm 1887 từ chất tương tự thay thế lưu huỳnh của nó, divinyl sulfide (thu được từ tinh dầu của Allium ursinum L.), bằng phản ứng với oxit bạc. Năm 1899, Knorr và Matthes thu được sản lượng vinyl ether thấp bằng cách methyl hóa hoàn toàn morpholine.
Cretcher et al. báo cáo, vào năm 1925, những gì sẽ trở thành nền tảng cho một phương pháp công nghiệp được sử dụng để sản xuất vinyl ether. Nó đã được tuyên bố rằng hoạt động của natri hydroxide nóng lên trên β, β`-dichlorodiethyl ether tạo ra một chất lỏng sôi ở 39   °C (trong số các sản phẩm được xác định khác). Tuy nhiên, trong một quá trình sửa đổi tinh tế, Hibbert et al. báo cáo sự cô lập của một sản phẩm sôi ở 34-35   °C, "ether ether". Cuối cùng, vào năm 1929, một bằng sáng chế được cấp cho Merck & Co đã báo cáo sự cô lập của vinyl ether sôi ca. 28   °C. Điểm sôi hiện được chấp nhận của vinyl ether là 28.3   °C; bằng sáng chế của Merck, do đó, là người đầu tiên báo cáo sự cô lập của một sản phẩm nguyên chất.
Ngay cả trước khi phân lập và đặc tính hóa của nó, việc áp dụng ether không bão hòa như một chất gây mê được một số dược sĩ quan tâm. Một dược sĩ như vậy, Chauncey Leake, đặc biệt bị quyến rũ bởi vinyl ether lý thuyết khi đó. Leake dự đoán rằng vinyl ether sẽ kết hợp các thuộc tính của hai chất gây mê là ethyl ether và ethylene.
Là một ethylene gây mê có nhiều đặc tính thuận lợi, mặc dù hiệu lực rất thấp của nó thường đòi hỏi điều kiện thiếu oxy để đạt được sự gây mê hoàn toàn. Ethyl ether, mặt khác, là một chất gây mê tương đối mạnh nhưng lại thiếu ethylene ở một số khía cạnh. So với ether, ethylene có tỷ lệ buồn nôn sau phẫu thuật thấp hơn nhiều; Ngoài ra, ethylene có thời gian cảm ứng và phục hồi nhanh hơn ether.
Được hướng dẫn hoàn toàn bởi các dự đoán dựa trên cấu trúc, Leake đã theo đuổi việc sử dụng vinyl ether như một thuốc gây mê đường hô hấp. Vì vinyl ether chưa được biết đến ở dạng nguyên chất, Leake đã tiếp cận các nhà hóa học hữu cơ tại Berkeley yêu cầu họ tổng hợp thuốc gây mê mới lạ này. Tuy nhiên, các đồng nghiệp của Leake không thể điều chế vinyl ether; sau đó, Leake đã nhận được sự giúp đỡ từ hai nhà hóa học Princeton, Randolph Major và WT Ruigh. Sử dụng các mẫu nhận được từ Princeton, vào năm 1930, Leake và nhà nghiên cứu Mei-Yu Chen đã công bố một nghiên cứu ngắn đặc trưng cho tác dụng gây mê của vinyl ether trên chuột. Trong kết luận của nghiên cứu này, họ trân trọng mời nghiên cứu thêm về loại thuốc này.
Lời mời này đã được chấp nhận; vào năm 1933 Samuel Gelfan và Irving Bell của Đại học Alberta đã công bố những thử nghiệm đầu tiên trên người đối với vinyl ether. Họ đã báo cáo kinh nghiệm của chính Gelfan khi anh ta được gây mê bằng vinyl ether thông qua kỹ thuật thả mở. Mặc dù, theo Leake, bác sĩ gây mê Mary Botsford tại Đại học California là người đầu tiên quản lý lâm sàng vinyl ether để cắt tử cung vào đầu năm 1932.
Thenceforth, vinyl ether đã được nghiên cứu rộng rãi tại các tổ chức khác, mặc dù môi trường chính trị tại Berkeley cản trở nghiên cứu thêm của Leake. Vinyl ether đã có một số thành công nhưng việc sử dụng nó đã bị hạn chế bởi những lo ngại đã nói ở trên về độc tính và suy thoái của gan khi lưu trữ lâu dài.

## Tính chất
Vinyl ether là một hợp chất khá không ổn định khi tiếp xúc với ánh sáng hoặc axit bị phân hủy thành acetaldehyd và trùng hợp thành chất rắn thủy tinh. Giống như nhiều ete khác, vinyl ether cũng có khả năng hình thành peroxide khi tiếp xúc với không khí và ánh sáng. Vì những lý do này, vinyl ether được bán với các chất ức chế như polyphenol và amin để dập tắt quá trình trùng hợp và hình thành peroxide. Sản phẩm gây mê bị ức chế với 0,01% phenyl-α-napthylamine tạo ra huỳnh quang màu tím nhạt.
Vinyl ether nhanh chóng làm mất màu dung dịch brom trong cacbon tetraclorua; nó cũng bị oxy hóa nhanh chóng bởi dung dịch kali permanganat; axit sulfuric phản ứng với vinyl ether tạo ra nhựa tarry đen và một số acetaldehyd.

### Thuốc mê
Tại Hoa Kỳ, vinyl ether được bán dưới tên thương mại Vinethene. Ngoài các chất ức chế thông thường, vinyl ether dành cho sử dụng thuốc gây mê có chứa một số ethanol (1,5-5%) để ngăn ngừa sương giá của mặt nạ gây mê. Mặc dù các chất ức chế, các nhà sản xuất cảnh báo rằng một khi đã mở vinyl ether nên được sử dụng nhanh chóng.
Vinyl ether có khởi phát nhanh chóng với một chút phấn khích khi cảm ứng. Cảm ứng gây ra ho ít tuy nhiên tạo ra nước bọt tăng. Trong quá trình gây mê vinyl ether có thể khiến một số bệnh nhân co giật. Trong một số ít trường hợp, co giật này có thể dẫn đến co giật; những cơn co giật có thể điều trị được. Ngoài ra, tiền thuốc morphin-atropine thường ngăn ngừa vấn đề này.  Sự phục hồi từ vinyl ether rất nhanh chỉ với những trường hợp hiếm hoi là buồn nôn và nôn sau phẫu thuật, mặc dù đôi khi đau đầu sau khi gây mê.
Các hoạt động ngắn gây ra ít nguy hiểm cho bệnh nhân. Các hoạt động dài hơn sử dụng hơn 200 mL thuốc gây mê có thể nguy hiểm do độc tính gan và thận. Trong nỗ lực tránh độc tính của vinyl ether trong khi vẫn duy trì các đặc tính thuận lợi của nó, nó đã được trộn 1: 4 với ethyl ether tạo ra 'Hỗn hợp gây mê Vinethene' (VAM). VAM cho thấy cảm ứng và phục hồi mượt mà hơn so với ethyl ether một mình nhưng tương đối không độc hại cho các thủ tục dài hơn. Mặc dù so với ethyl ether VAM ít phù hợp hơn cho các trường hợp cần gây mê sâu.
Vinyl ether là một chất gây mê mạnh mang lại cho nó một biên độ an toàn lớn; tỷ lệ thuốc gây mê và gây chết người đối với vinyl ether là 1 đến 2,4 (ethyl ether: 1: 1,5). Tuy nhiên, tiềm năng này khó kiểm soát với thiết bị đơn giản. Trong khi các máy gây mê có rất nhiều trong những năm phổ biến của vinyl ether, thì 'kỹ thuật thả mở' đơn giản cũng duy trì sự phổ biến của nó. Máy gây mê thời bấy giờ có thể chứa tiềm năng của vinyl ether, tuy nhiên, thông qua kỹ thuật gây mê mở gây tê trơn tru cho các thủ tục dài rất khó để duy trì. Làm nặng thêm vấn đề này, nhiệt độ ấm làm tăng tính biến động của vinyl ether khiến cho việc điều chỉnh thông qua kỹ thuật thả mở càng khó khăn hơn.
Nhìn chung, điểm mạnh duy nhất của vinyl ether so với ethyl ether là cảm ứng và phục hồi thuận lợi. Trong quá trình gây mê vinyl ether không có đặc tính đặc biệt tuyệt vời và khó kiểm soát hơn các tác nhân khác. Do đó, vinyl ether thường được sử dụng làm thuốc gây mê sơ bộ trước khi dùng dietyl ete. Ngoài ra, vinyl ether chỉ được sử dụng cho các hoạt động ngắn hoặc giảm đau, ví dụ như nha khoa và sản khoa. Vinyl ether được sử dụng không thường xuyên cho các hoạt động dài vì độc tính, chi phí và các lựa chọn thay thế vượt trội.
Ngoài ra, các thí nghiệm đã được tiến hành với ethyl vinyl ether, một hợp chất với một vinyl và một nhóm ethyl. Chất này tạo ra kết quả đặt nó giữa dietyl ete và divinyl ether cả về độc tính và tốc độ cảm ứng và phục hồi, tạo ra kết quả đầy hứa hẹn tương tự như VAM  Mặc dù tổng hợp đơn giản hơn (vinyl hóa ethanol với acetylene) ethyl vinyl ether không được sử dụng rộng rãi trong anasthetic, vì các ete halogen cao cấp đã thay thế nó ngay sau những thử nghiệm đầu tiên.
Nhiều dẫn xuất divinyl ether của axit béo tồn tại trong tự nhiên.